# Ordine del Parlamento ottomano
L'Ordine del Parlamento ottomano (in ottomano: Majlisi Mabusan Azalarina Mahsus Nishan) fu una decorazione d'ufficio dell'Impero ottomano.

## Storia
L'onorificenza venne fondata dal sultano ottomano Mehmet V nel 1914 ed assegnata ai membri del parlamento ottomano a partire dal 1915. La medaglia non era un ordine di merito, bensì era piuttosto assimilabile ad un distintivo d'ufficio che veniva concesso automaticamente a quanti entravano a far parte del parlamento.
L'ordine è stato successivamente concesso, in una forma leggermente modificata, anche dalla repubblica turca.

## Insegne
- La placca era composta da una stella d'argento con sette punte, smaltata di bianco. Al centro della stella si trova una mezzaluna d'argento smaltata con caratteri rossi con l'inscrizione "Camera dei rappresentanti ottomana" con le date 1332 e 1335 secondo l'egira. Sopra la mezzaluna si trova una stella a cinque punte in argento e smalti rossi.

- Il nastro era bianco e rosso, ma solitamente la decorazione era portata con la sola placca al petto.